# Sains-Morainvillers
Sains-Morainvillers is een gemeente in het Franse departement Oise (regio Hauts-de-France) en telt 257 inwoners (2004). De plaats maakt deel uit van het arrondissement Clermont.

## Geografie
De oppervlakte van Sains-Morainvillers bedraagt 12,8 km², de bevolkingsdichtheid is 20,1 inwoners per km².
De onderstaande kaart toont de ligging van Sains-Morainvillers met de belangrijkste infrastructuur en aangrenzende gemeenten.

## Demografie
Onderstaande figuur toont het verloop van het inwonertal (bron: INSEE-tellingen).